# Berberitzen
Die Berberitzen (Berberis) sind eine Pflanzengattung aus der Familie der Berberitzengewächse (Berberidaceae). Bei manchen Autoren werden auch die Arten der Gattung Mahonien (Mahonia) zur Gattung Berberis gezählt.
Berberitzen gehören mit 400 bis 600 Arten zu den artenreichsten Gehölzgattungen überhaupt. Die bekannteste Berberitze in Europa ist die Gewöhnliche Berberitze.

## Beschreibung

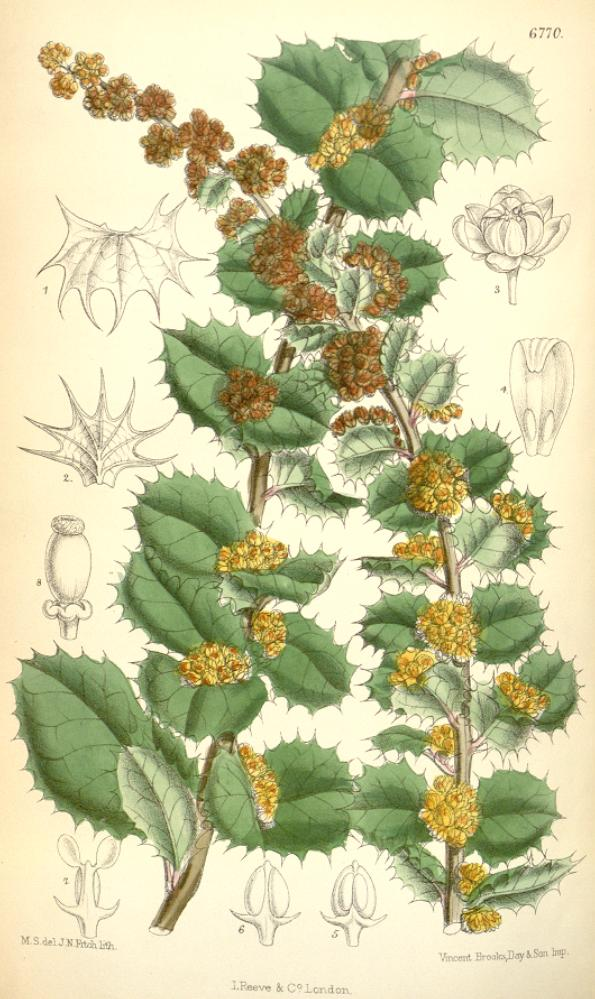
Illustration von Berberis actinacantha

### Vegetative Merkmale
Berberis-Arten sind immergrüne oder laubabwerfende Sträucher, selten kleine Bäume. Die Innenseite der Rinde und das Holz sind gelb. Die Zweige sind stielrund, kantig oder gefurcht. Berberitzen-Arten sind dornig, die Dornen sind ein- bis fünfteilig. Die Dornen an den Langtrieben sind umgewandelte Blätter (Blattdornen), in deren Achseln sich an Kurztrieben die büschelig angeordneten eigentlichen Laubblätter entwickeln. Nebenblätter können vorkommen.
Die wechselständig angeordneten Laubblätter sind meist gestielt. Die einfachen Blattspreiten sind oft mit wachsartigem Reif überzogen und an den Rändern gezähnt bis gesägt, seltener ganz und meist stachelig bis borstig.

### Generative Merkmale
Die Blütenstände sind sehr unterschiedlich aufgebaut, selten stehen die Blüten einzeln. Es sind oft Trauben bis Rispen oder Büschel, manchmal auch Dolden. Sie befinden sich end- oder achselständig an Kurztrieben.
Die zwittrigen Blüten sind dreizählig, hellgelb bis gelborange. Deck- und Tragblätter können vorhanden sein. Kelchblätter sind meist sechs, selten drei oder neun vorhanden. Kronblätter und Staubblätter gibt es sechs in jeder Blüte; die Kronblätter sind manchmal kleiner als die kronblattähnlichen Kelchblätter. Am Grund der Kronblätter stehen je zwei Nektarien. Bei einer Berührung der Innenseiten klappen die Staubblätter nach innen zur Narbe und bedecken die Blütenbesucher mit Pollen. Der Fruchtknoten ist oberständig. Es ist höchstens ein kurzer Griffel erkennbar, meist ist die Narbe sitzend.
Immergrüne Berberitzen haben zumeist schwarze, sommergrüne (laubabwerfende) Arten hingegen eher rote Beeren.

### Inhaltsstoffe
Alle Pflanzenteile, bis auf die reifen Beeren, sind mehr oder weniger giftig. Der Hauptwirkstoff ist dabei das Alkaloid Berberin, das in der Volksmedizin als Heilmittel verwendet wird. Ein unter anderem aus Berberitzennarten, insbesondere der Himalaya-Berberitze (Berberis lycium), gewonnener und eingetrockneter Pflanzensaft wurde im Mittelalter als („indisches“) Licium bezeichnet und als Arzneidroge verwendet.

## Ökologie
In der Natur sind Berberitzen-Arten oft Pionierpflanzen.
Berberitzen können Getreideschwarzrost auf Weizen übertragen.

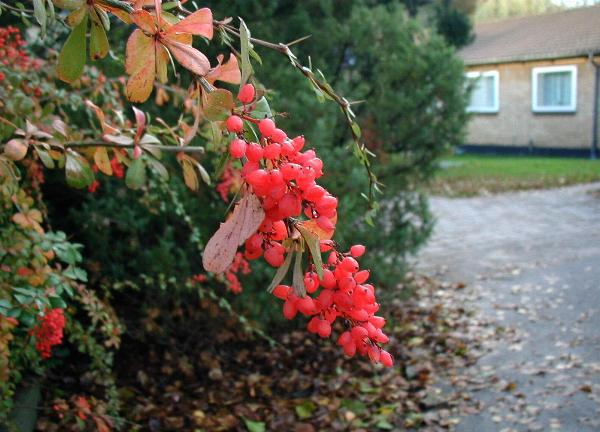
Knäuelfrüchtige Berberitze (Berberis aggregata)

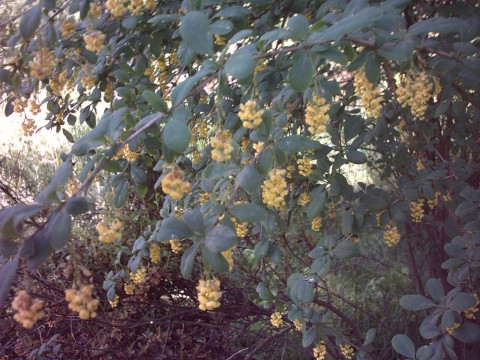
Kanadische Berberitze (Berberis canadensis)

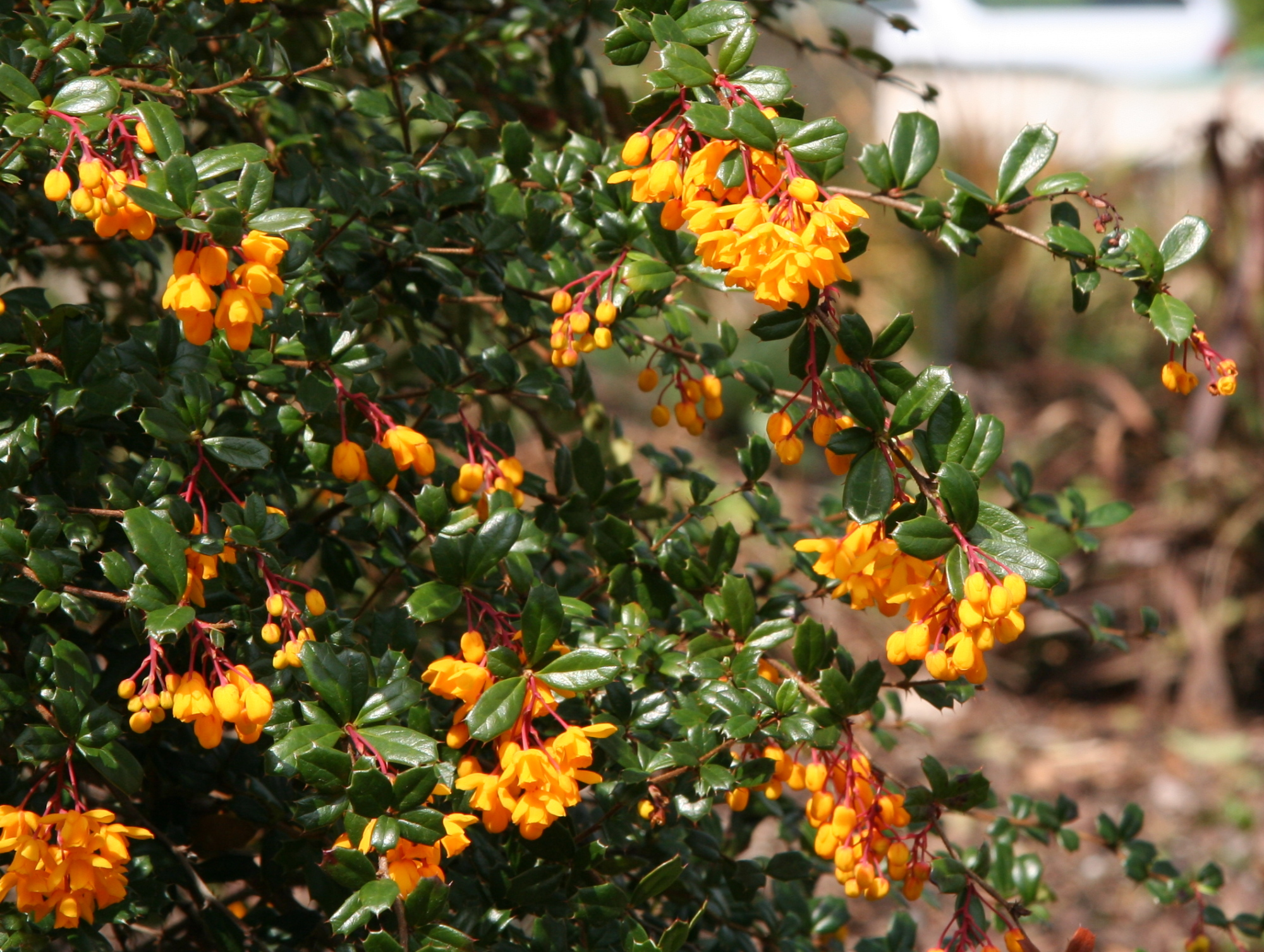
Darwins Berberitze
(Berberis darwinii)

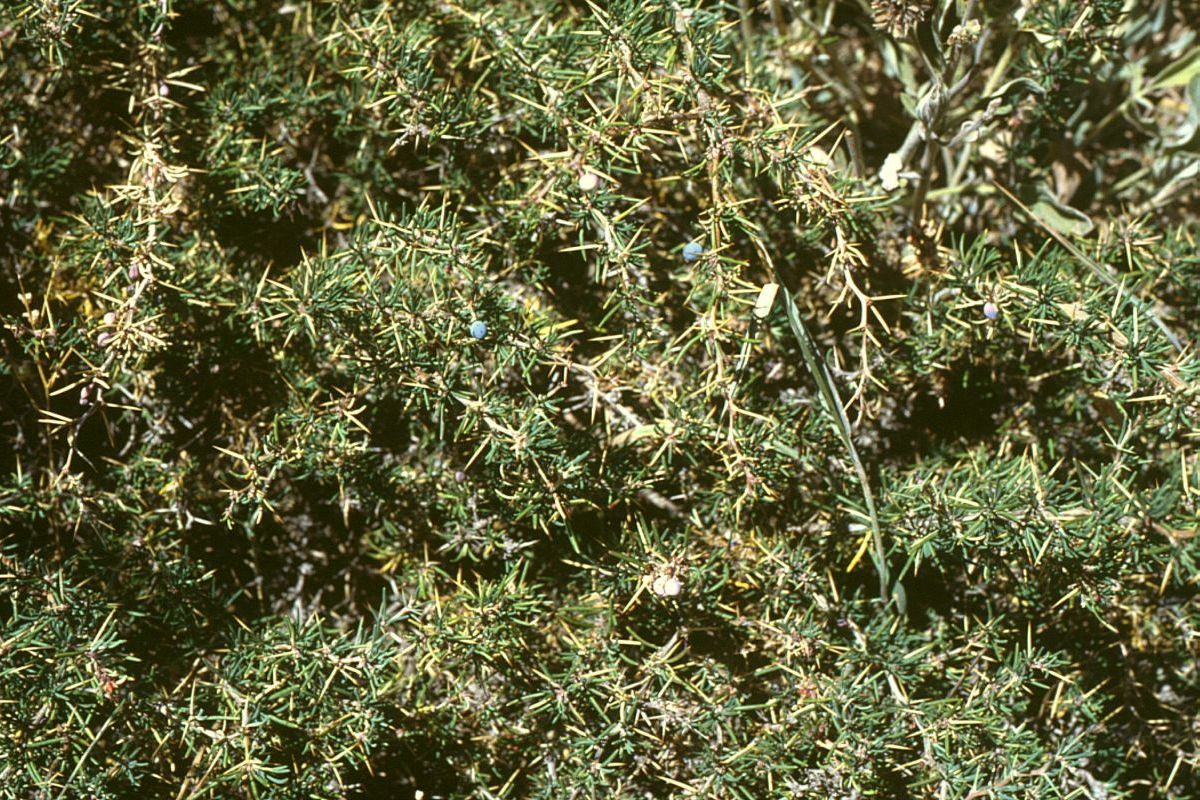
Krähenbeerblättrige Berberitze (Berberis empetrifolia)

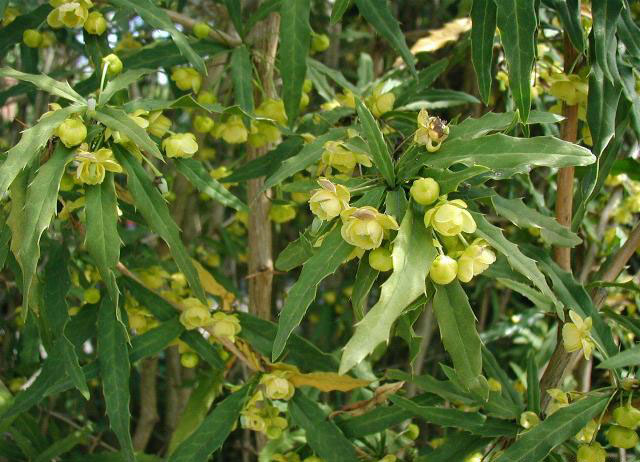
Gagnepains Berberitze
(Berberis gagnepainii)

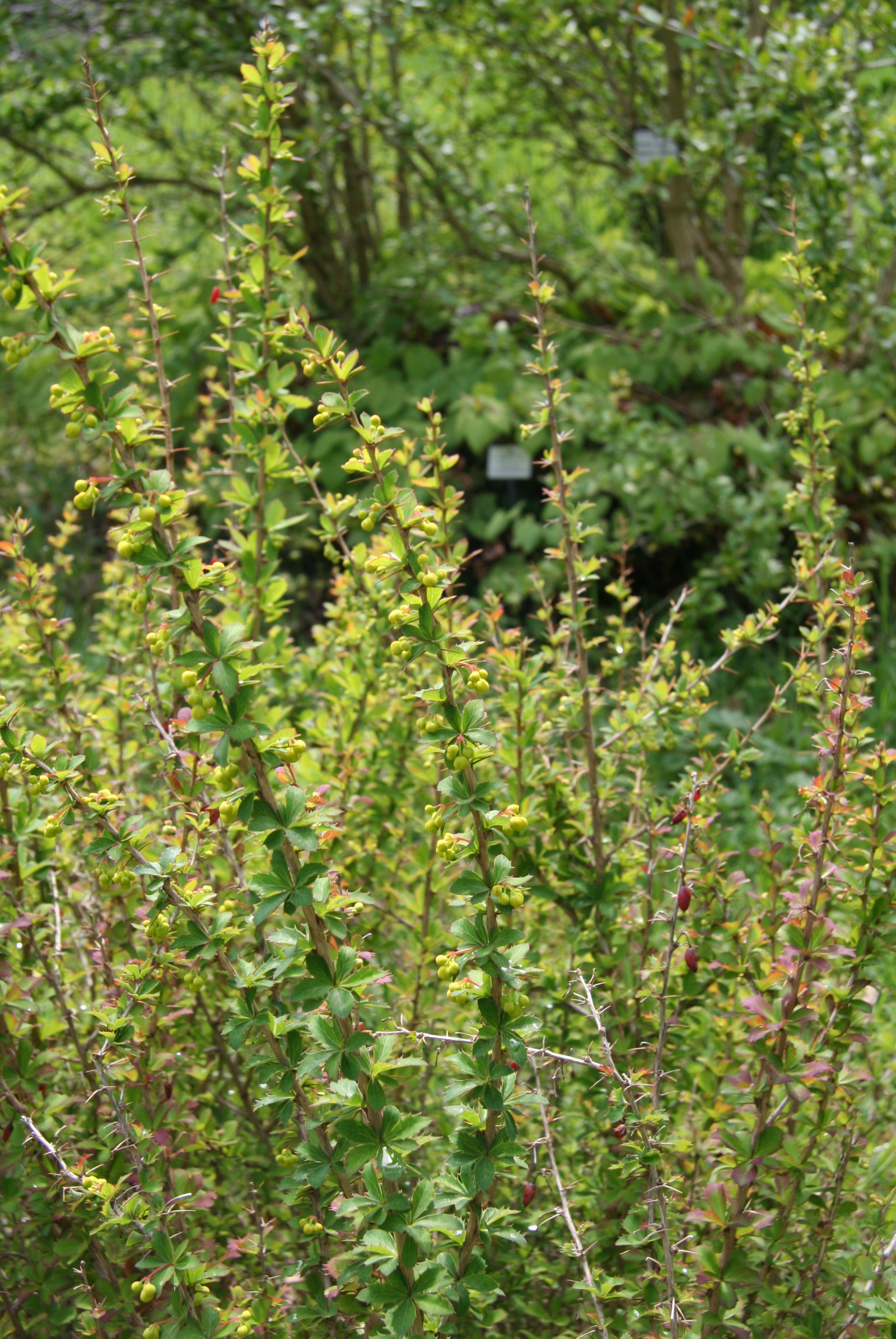
Berberis jaeschkeana

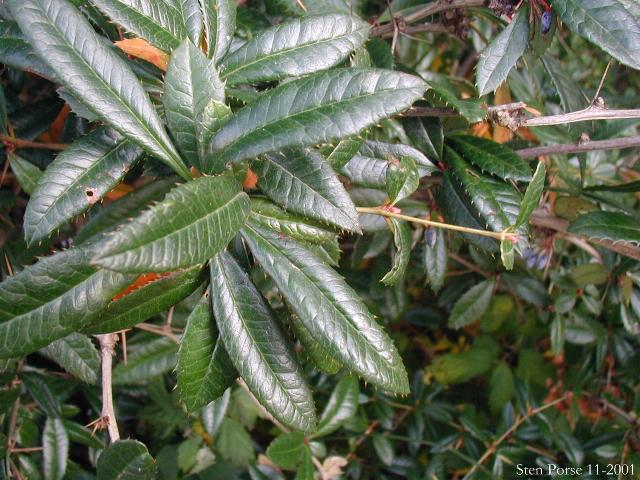
Julianes Berberitze
(Berberis julianae)

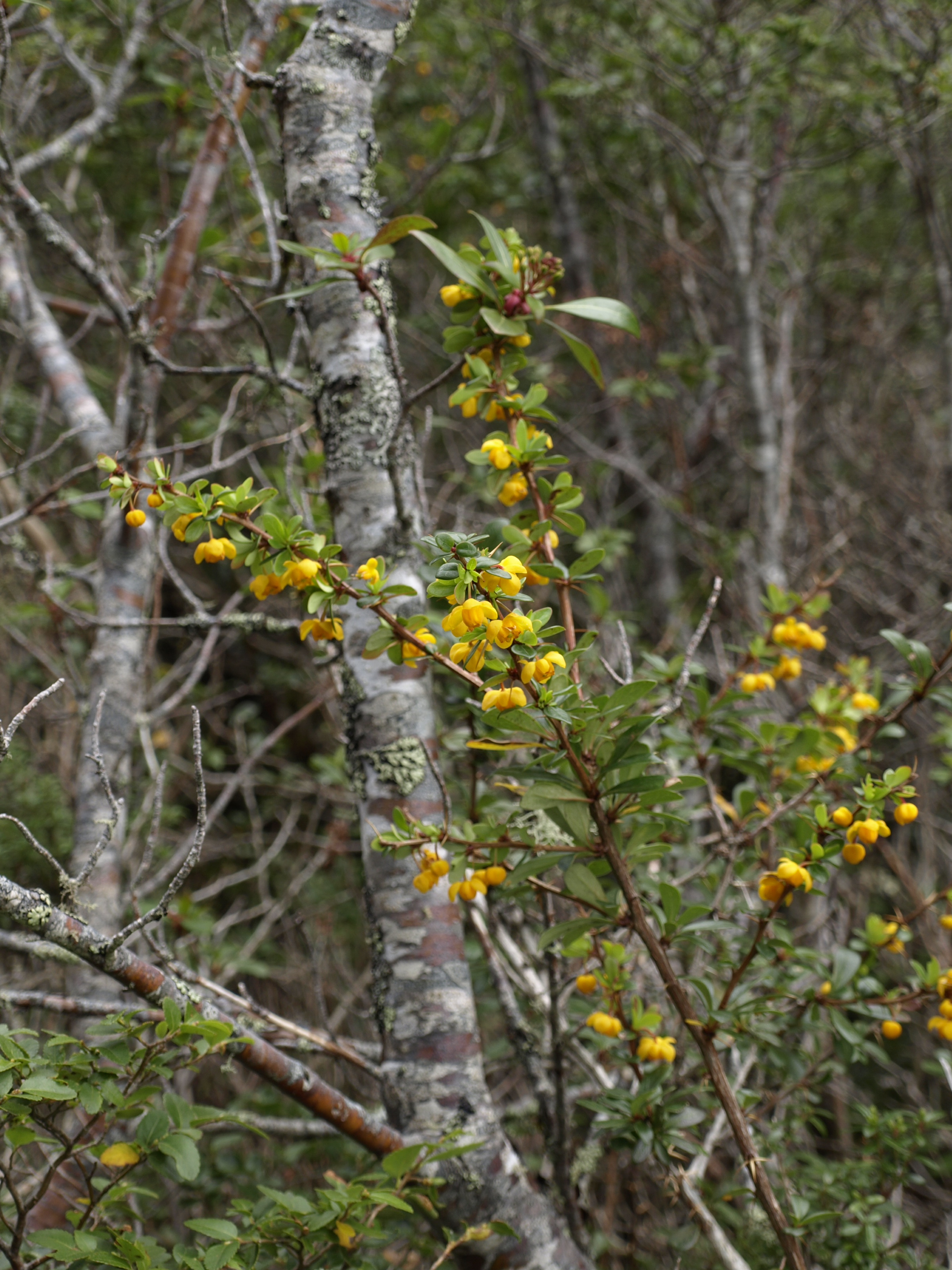
Berberis montana

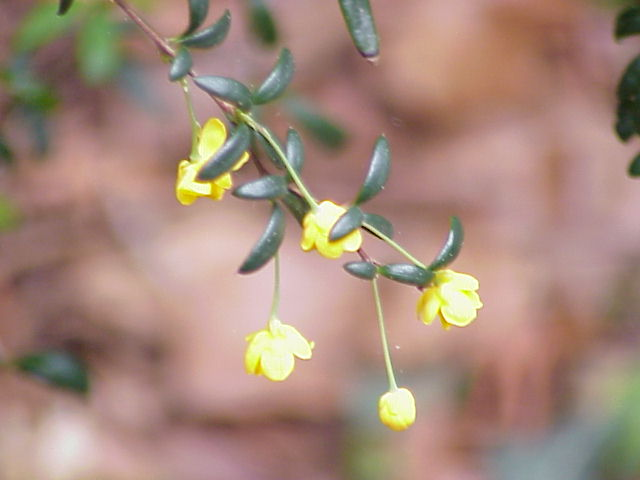
Schmalblättrige Berberitze (Berberis ×stenophylla)

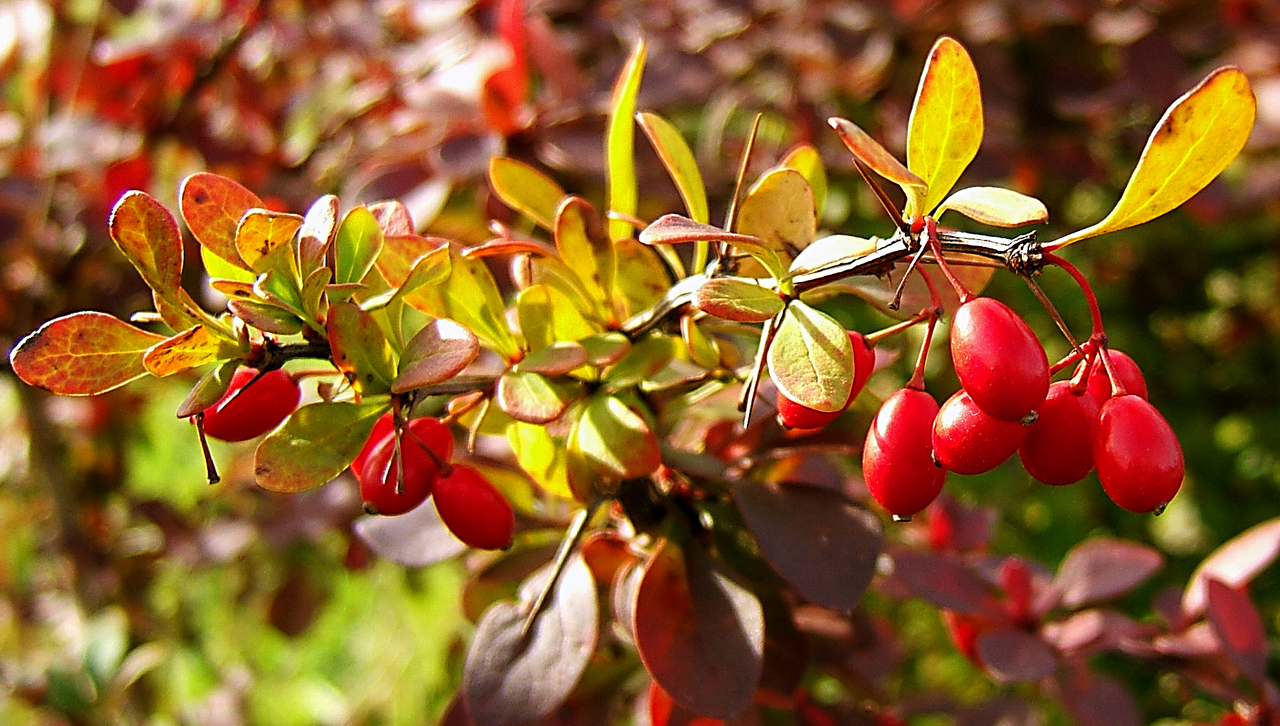
Thunbergs Berberitze
(Berberis thunbergii)

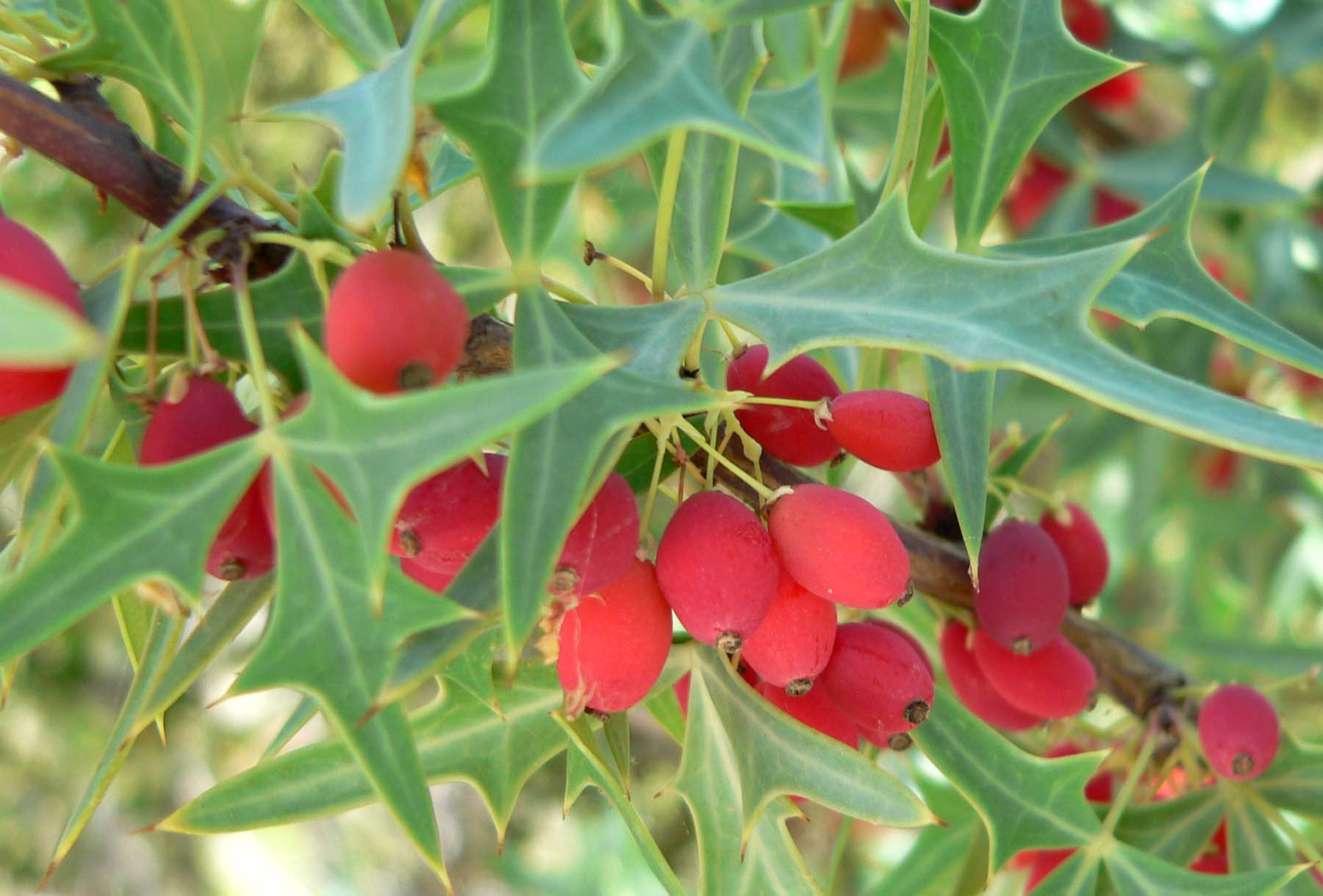
Berberis trifoliolata

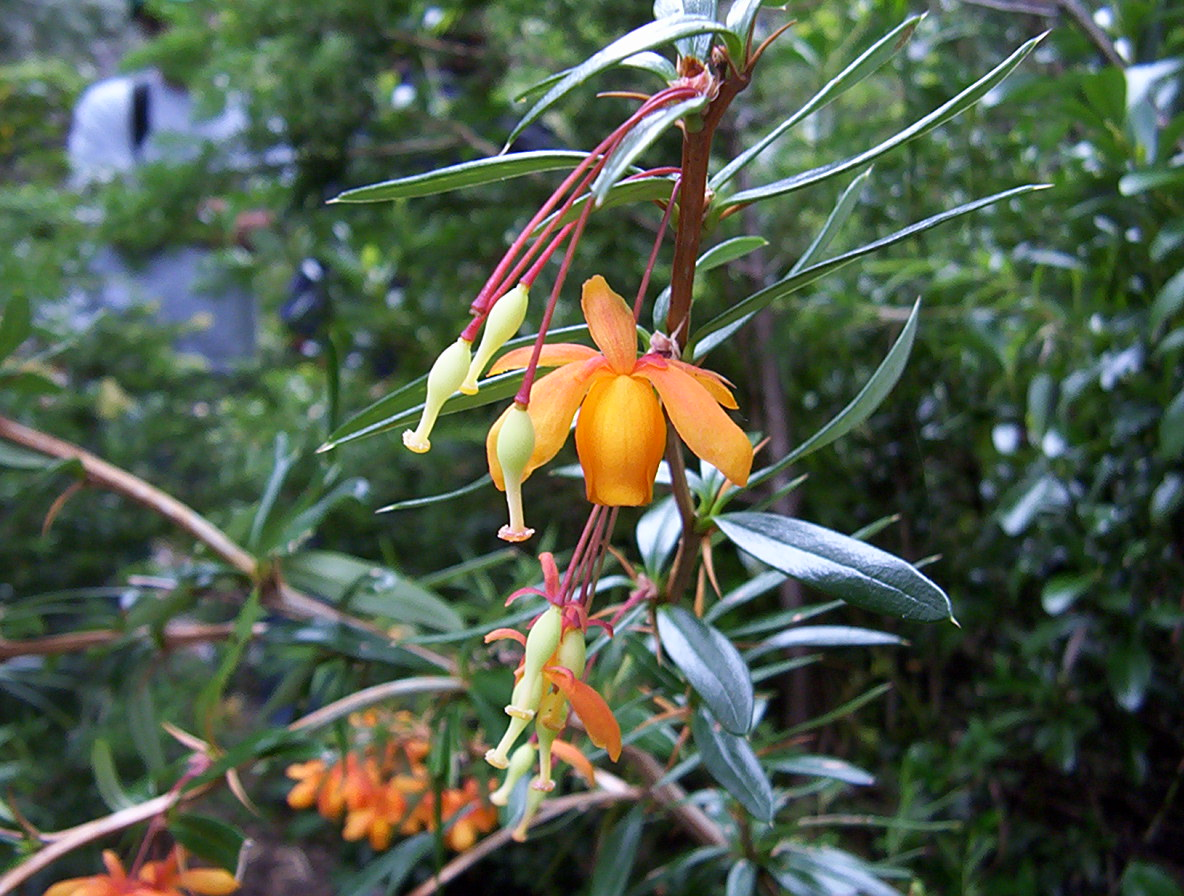
Linearblättrige Berberitze (Berberis trigona)

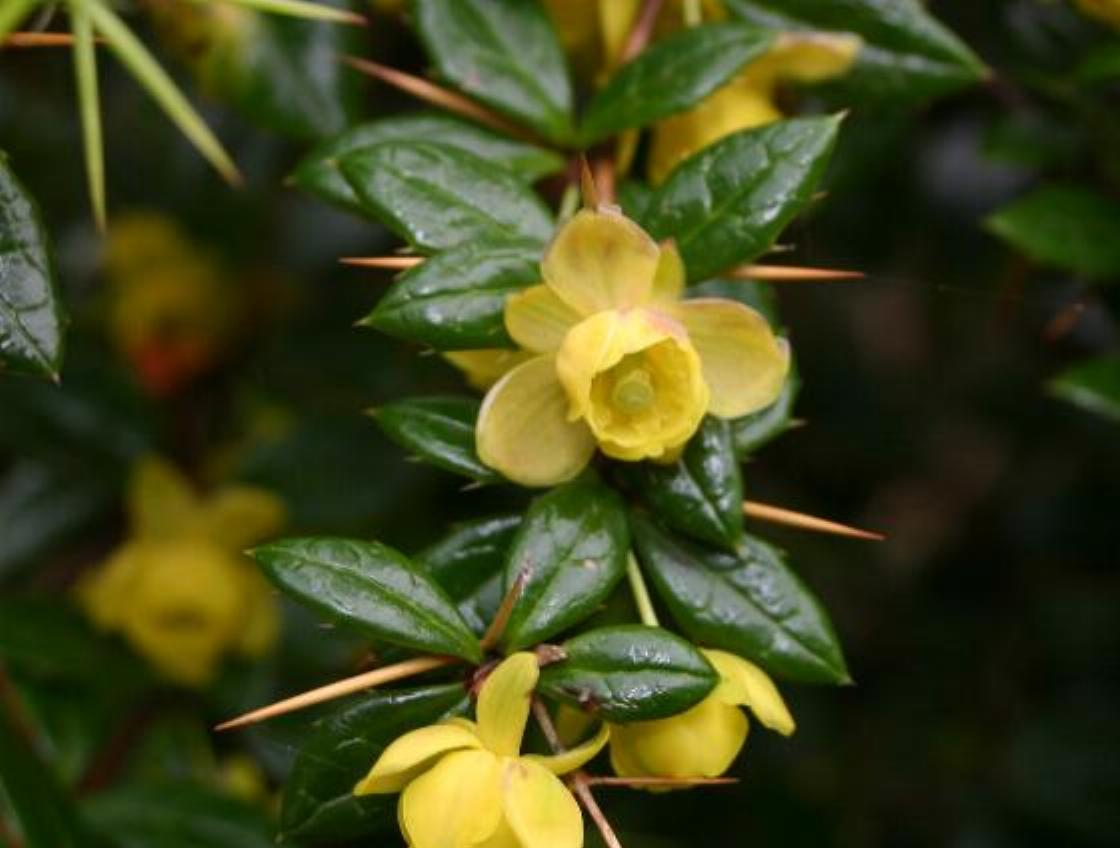
Warzige Berberitze
(Berberis verruculosa)

## Systematik und Verbreitung
Die Gattung Berberis wurde durch Carl von Linné aufgestellt.
Die Gattung Berberis besitzt ein disjunktes Areal. Die meisten Arten sind im gemäßigten Ostasien und im Himalaya verbreitet. Auch in den südamerikanischen Anden gibt es zahlreiche Arten. In Europa sind nur zwei bis vier Arten heimisch.
Viele Arten bilden Naturhybriden.
In der überaus artenreichen Gattung Berberis sind 400 bis 600 Arten beschrieben (allein über 200 Arten in der chinesischen Flora). Hier eine Auswahl:
Europäische Arten
- Berberis aetnensis C.Presl (Syn.: Berberis vulgaris subsp. aetnensis (C.Presl) Rouy & Fouc.), Heimat: Sizilien, Süditalien, Korsika, Sardinien; benannt nach dem Vulkan Ätna
- Kretische Berberitze (Berberis cretica L.), Heimat: Griechenland, Ägäis, Türkei, Zypern
- Berberis hispanica Boiss. & Reut. (Syn.: Berberis vulgaris subsp. australis (Boiss.) Heywood), Heimat: Südspanien, Algerien, Marokko
- Gewöhnliche Berberitze, Sauerdorn (Berberis vulgaris L.), Heimat: Europa, Vorderasien, in Nordamerika eingebürgert

Außereuropäische Arten
- Berberis actinacantha Mart. ex Schult. & Schult.f., Heimat: Chile
- Knäuelfrüchtige Berberitze (Berberis aggregata C.K.Schneid.), Heimat: China
- Amur-Berberitze (Berberis amurensis Rupr.), Heimat: Amurgebiet, China, Mandschurei, Korea, Japan
- Kantige Berberitze (Berberis angulosa Wall. ex Hook.f. & Thomson), Heimat: Nepal, Bhutan, Sikkim
- Begrannte Berberitze (Berberis aristata DC.), Heimat: Nordindien, Nepal, Bhutan
- Berberis asiatica Roxb. ex DC., Heimat: Himalaya, China, Tibet, Indien, Bangladesch, Myanmar und Nepal.
- Schwarzfrüchtige Berberitze (Berberis atrocarpa C.K.Schneid.), Heimat: Westchina
- Berberis beaniana C.K.Schneid., Heimat: Westchina
- Bergmanns Berberitze (Berberis bergmanniae C.K.Schneid.), Heimat: Zentralchina
- Kurzstielige Berberitze (Berberis brachypoda Maxim.), Heimat: Nordwestchina
- Bretschneiders Berberitze (Berberis bretschneideri Rehder), Heimat: Japan
- Buchsblättrige Berberitze oder Kleinblättrige Berberitze (Berberis microphylla G.Forst., Syn.: Berberis buxifolia  Lam.), Heimat: Argentinien, Chile
- Schönblühende Berberitze (Berberis calliantha Mulligan), Heimat: Südosttibet
- Kanadische Berberitze (Berberis canadensis Mill.), Heimat: USA
- Schneeige Berberitze (Berberis candidula C.K.Schneid.), Heimat: China
- Berberis caroli C.K.Schneid., Heimat: Südmongolei
- Berberis chilensis Gillies ex Hook. & Arn., Heimat: Chile
- Berberis chillanensis (C.K.Schneid.) Sprague, Heimat: Peru, Chile, Argentinien
- Berberis chinensis Poir., Heimat: Kaukasus
- Berberis chitria Buch.-Ham. ex Lindl., Heimat: Himalaya
- Berberis circumserrata (C.K.Schneid.) C.K.Schneid., Heimat: Nordwestchina
- Berberis comberi Sprague & Sandwith, Heimat: Argentinien
- Gefällige Berberitze (Berberis concinna Hook.f.), Heimat: Nepal, Sikkim
- Berberis congestiflora Gay, Heimat: Chile
- Berberis corymbosa Hook. & Arn.: Dieser Endemit kommt nur auf den Juan-Fernández-Inseln vor.
- Cox-Berberitze (Berberis coxii C.K.Schneid.), Heimat: Myanmar
- Darwins Berberitze (Berberis darwinii Hook.), Heimat: Argentinien, Chile
- Durchsichtige Berberitze (Berberis diaphana Maxim.), Heimat: China
- Netzblättrige Berberitze (Berberis dictyophylla Franch.), Heimat: China
- Diels-Berberitze (Berberis dielsiana Fedde), Heimat: (China: Sichuan)
- Berberis edgeworthiana C.K.Schneid., Heimat: Nordwesthimalaya
- Krähenbeerblättrige Berberitze (Berberis empetrifolia Lam.), Heimat: Chile
- Franz-Ferdinand-Berberitze (Berberis francisci-ferdinandi C.K.Schneid.), Heimat: Westchina
- Gagnepains Berberitze (Berberis gagnepainii C.K.Schneid.), Heimat: China
- Berberis gilgiana Fedde, Heimat: China
- Berberis giraldii Hesse, Heimat: China
- Berberis glomerata Hook. & Arn., Heimat: Chile
- Berberis grevilleana Gillies ex Hook. & Arn., Heimat: Argentinien
- Berberis henryana C.K. Schneid., Heimat: China
- Berberis heteropoda Schrenk ex Fisch. & C.A.Mey., Heimat: Zentralasien, Mongolei, China (Sinkiang)
- Hookers Berberitze (Berberis hookeri Lem.), Heimat: Indien, China, Himalaya
- Berberis horrida Gay, Heimat: Chile
- Silberne Berberitze (Berberis hypokerina Airy Shaw), Heimat: Myanmar
- Berberis ilicifolia L.f., Heimat: Südchile
- Berberis jaeschkeana C.K.Schneid., Heimat: Indien, Nepal
- Berberis jamesiana Forrest & W.W.Sm., Heimat: China (Yunnan)
- Julianes Berberitze (Berberis julianae C.K.Schneid.), Heimat: China (Hupeh)
- Taiwan-Berberitze (Berberis kawakamii Hayata), Heimat: Taiwan
- Koreanische Berberitze (Berberis koreana Palib.), Heimat: Korea
- Berberis lempergiana Ahrendt, Heimat: China
- Berberis litoralis Phil., Heimat: Chile
- Himalaya-Berberitze (Berberis lycium Royle), Heimat: Kaschmir, Nordwestindien, Nepal
- Berberis manipurana Ahrendt, Heimat: Indien (Assam, Manipur)
- Berberis masafuerana Skottsb.: Dieser Endemit kommt nur auf den Juan-Fernández-Inseln vor.
- Berberis mitifolia Stapf, Heimat: China
- Berberis montana Gay, Heimat: Argentinien, Chile
- Mount-Morrison-Berberitze (Berberis morrisonensis Hayata), Heimat: Taiwan
- Berberis negeriana Tischler, Heimat: Chile
- Berberis oblonga (Regel) C.K.Schneid., Heimat: Zentralasien
- Berberis orthobotrys Bien ex Aitch. Heimat: Afghanistan, Pakistan, Nordwestindien, Westchina
- Berberis panlanensis Ahrendt, Heimat: China (Sichuan)
- Berberis parvifolia Sprague, Heimat: Westchina
- Poirets Berberitze (Berberis poiretii C.K.Schneid.), Heimat: Nordostchina, Mongolei, Ostsibirien, Korea
- Berberis prattii C.K.Schneid., Heimat: Westchina
- Bereifte Berberitze (Berberis pruinosa Franch.), Heimat: Yunnan, Guizhou, Sichuan und Tibet
- Berberis replicata W.W.Sm., Heimat: Yunnan
- Berberis rotundifolia Poepp. & Endl., Heimat: Chile
- Berberis sanguinea Franch., Heimat: China
- Sargents Berberitze (Berberis sargentiana C.K.Schneid.), Heimat: Zentralchina
- Berberis serratodentata Lechl., Heimat: Chile
- Sherriffs Berberitze (Berberis sherriffii Ahrendt), Heimat: Tibet
- Sibirische Berberitze (Berberis sibirica Pall.), Heimat: Sibirien
- Siebolds Berberitze (Berberis sieboldii Miq.), Heimat: Japan
- Berberis temolaica Ahrendt, Heimat: Südosttibet
- Thunbergs Berberitze (Berberis thunbergii DC.), Heimat: Japan
- Berberis tischleri C.K.Schneid., Heimat: Westchina
- Linearblättrige Berberitze (Berberis trigona Kuntze ex Poepp. & Endl.), Heimat: Chile
- Berberis tsangpoensis Ahrendt, Heimat: Tibet
- Valdivia-Berberitze (Berberis valdiviana Phil.), Heimat: Chile
- Veitchs Berberitze (Berberis veitchii C.K.Schneid.), Heimat: China
- Vernas Berberitze (Berberis vernae C.K.Schneid.), Heimat: Nordwestchina
- Warzige Berberitze (Berberis verruculosa Hemsl. & E.H.Wilson), Heimat: China (Kansu)
- Berberis virescens Hook.f. & Thomson: Dieser Endemit kommt nur in Sikkim vor.
- Wilsons Berberitze (Berberis wilsoniae Hemsl. & E.H.Wilson), Heimat: China
- Yunnan-Berberitze (Berberis yunnanensis Franch.), Heimat: Westchina

Hybriden
- Berberis × bristolensis Ahrendt (= Berberis calliantha × Berberis verruculosa)
- Scharlachrote Berberitze (Berberis ×carminea Ahrendt = Berberis aggregata × Berberis wilsoniae var. parvifolia)
- Frikarts Berberitze (Berberis ×frikartii C.K.Schneid. = Berberis candidula × Berberis verruculosa)
- Berberis × georgii Ahrendt
- Berberis × hybrido-gagnepainii Ahrendt (= Berberis gagnepainii × Berberis verruculosa)
- Berberis × interposita Ahrendt (= Berberis hookeri var. viridis × Berberis verruculosa)
- Lolog-Berberitze (Berberis ×lologensis Sandwith = Berberis darwinii × Berberis linearifolia)
- Berberis ×media Groot. (= Berberis candidula × Berberis thunbergii)
- Berberis × mentorensis L.M.Ames (= Berberis julianae × Berberis thunbergii)
- Berberis × ottawensis C.K.Schneid. (= Berberis thunbergii × Berberis vulgaris)
- Berberis × rubrostilla Chitt. (= Berberis aggregata × Berberis wilsoniae var. parvifolia)
- Schmalblättrige Berberitze (Berberis ×stenophylla Lindl. = Berberis darwinii × Berberis empetrifolia)

## Nutzung
Berberitzen werden vielfach als Ziergehölze in Gärten und Parks angepflanzt. Viele Arten lassen sich auch als Hecken ziehen. Es gibt viele Zuchtformen.
Die Beeren einiger Arten sind essbar, sie finden sich z. B. in der persischen Küche (Berberitzenreis), in Patagonien wird die dort vorkommende Art (Calafate) ebenfalls kulinarisch genutzt. Der Geschmack ist säuerlich.
Einige Arten werden auch medizinisch genutzt, insbesondere die im Mittelalter als Berberis bzw. Berberi bezeichneten Früchte der Gewöhnlichen Berberitze.